# 別所茶臼山古墳
別所茶臼山古墳（べっしょちゃうすやまこふん、円福寺茶臼山古墳/宝泉茶臼山古墳）は、群馬県太田市別所町にある古墳。形状は前方後円墳。国の史跡に指定されている（史跡「新田荘遺跡」のうち）。

## 概要
太田市中央部、宝泉台地（由良台地）西端に築造された大型前方後円墳である。現在では円福寺・十二所神社の境内に位置し、宝泉北幼稚園（認定こども園）が隣接する。
墳形は前方後円形で、前方部を南方に向ける。墳丘は後円部が3段築成、前方部が2段築成と見られる。墳丘長は164.5メートル（または168メートル）を測り、群馬県内では太田天神山古墳（太田市内ケ島町、210メートル）、浅間山古墳（高崎市倉賀野町、171.5メートル）に次ぐ第3位の規模になる。墳丘外表には川原石による葺石が認められるほか、墳丘中段には円筒埴輪が巡らされている。現在は墳丘裾に円福寺本堂が建てられているほか、墳丘上の後円部には十二所神社、くびれ部には円福寺千手観音堂、前方部には円福寺馬頭観世音堂が建てられ、それらの建立のため墳丘の多くが削られている。また、墳丘周囲には馬蹄形の周堀が巡らされていたが、その周堀もほとんどは埋没しており、現在は後円部北側にのみ名残が見られる。
この別所茶臼山古墳は、古墳時代中期の5世紀前半頃の築造と推定される。同時期では西毛の浅間山古墳と並び東毛を代表する古墳になる。こののち、本古墳の被葬者の後を継いだ首長が上毛野地方（現・群馬県域）全体を治める地位に就き、東日本最大の太田天神山古墳が生み出されるに至ったと見られている。
古墳域は2000年（平成12年）に国の史跡に指定されている（史跡「新田荘遺跡」のうち）。

## 遺跡歴
- 1938年（昭和13年）の『上毛古墳綜覧』に「宝泉村5号墳」として登載[2]。
- 1971年（昭和46年）、「円福寺茶臼山古墳及び伝新田氏累代の墓 附 石幢」として群馬県指定史跡に指定[5]。
- 1991-1992年（平成3-4年）、墳丘東側周堀の調査[2]。
- 2000年（平成12年）、国の史跡に指定（史跡「新田荘遺跡」のうち。県史跡指定は解除）[5]。

## 墳丘
墳丘の規模は次の通り。
- 墳丘長：164.5メートル（史跡説明板では168メートル）
- 後円部 - 3段築成。
  - 直径：96メートル
  - 高さ：11.8メートル（史跡説明板では14メートル）
- 前方部 - 2段築成。
  - 高さ：7.3メートル（史跡説明板では9メートル）